# Gruppo Sportivo Galbani 1937-1938
Questa voce raccoglie le informazioni riguardanti Il Gruppo Sportivo Galbani nelle competizioni ufficiali della stagione 1937-1938.

## Rosa
| N. |                   | Ruolo | Calciatore        |
| -- | ----------------- | ----- | ----------------- |
|    | Italia (bandiera) | P     | Guglielmo Bendo   |
|    | Italia (bandiera) | A     | Aldo Buttini      |
|    | Italia (bandiera) | A     | Mario Capolaro    |
|    | Italia (bandiera) | A     | Mario Colombi     |
|    | Italia (bandiera) | A     | Natale Dossena    |
|    | Italia (bandiera) | D     | Giovanni Fontana  |
|    | Italia (bandiera) |       | Giovanni Frigè    |
|    | Italia (bandiera) | D     | Guglielmo Gaiani  |
|    | Italia (bandiera) |       | Primo Gasparetti  |
|    | Italia (bandiera) | D     | Fernando Lancioni |
|    | Italia (bandiera) | D     | Antonio Longo     |

| N. |                   | Ruolo | Calciatore          |
| -- | ----------------- | ----- | ------------------- |
|    | Italia (bandiera) | C     | Cesare Maini        |
|    | Italia (bandiera) | C     | Giuseppe Malinverno |
|    | Italia (bandiera) | A     | Manfredo Manfredi   |
|    | Italia (bandiera) | C     | Dello Oldini        |
|    | Italia (bandiera) | C     | Mario Pajè          |
|    | Italia (bandiera) | P     | Giordano Piciga     |
|    | Italia (bandiera) |       | Ernesto Raimondi    |
|    | Italia (bandiera) | D     | Giuseppe Ronca      |
|    | Italia (bandiera) |       | Pietro Rossi        |
|    | Italia (bandiera) | C     | José Spirolazzi     |